# SJ F sorozat
Az SJ F sorozat egy svéd 1'Do'1' tengelyelrendezésű villamosmozdony-sorozat. 1942, majd 1945 és 1949 között gyártották. Összesen 24 darab készült belőle.